# Donald Pellmann
Donald Pellmann (Milwaukee, 12 agosto 1915 – Santa Clara, 11 ottobre 2020) è stato un atleta statunitense, specializzato nelle gare master.

## Biografia
Si avvicinò all'atletica solo intorno ai 58 anni, dopo aver praticato a lungo bowling, softball e golf. Come atleta master, nella categoria M90 stabilì record mondiali nel salto con l'asta (solo indoor), nel salto in alto, nel salto in lungo e nel lancio del disco e fu anche campione statunitense nel getto del peso, nel salto triplo, nel lancio del giavellotto e nei 100 metri piani; in quest'ultima specialità realizzò un tempo di 26"99, battendo di ben 2"84 il precedente record nella categoria 100M, appartenuto al giapponese Hidekichi Miyazaki.
Pellmann è morto nell'ottobre del 2020, a 105 anni; era vedovo da due.
| Controllo di autorità | VIAF (EN) 119905873 · ISNI (EN) 0000 0000 8483 7860 · LCCN (EN) n80028427 · J9U (EN, HE) 987007345408205171 |